# 苦味酸铵
苦味酸铵是一種黄色晶体。分子式C6H2(NO2)3ONH4，密度1.60 g/mL，加熱至265～271℃分解，到423℃爆炸。苦味酸铵在1841年由化學家馬爾昌德制得，但是一直都沒有用途，直到1869年它才和硝酸鉀混合在一起當作火箭的燃料。目前苦味酸铵可用於制造穿甲弹的爆破药。它可用苦味酸的水溶液经氨水中和而成。